# FUT9
Fukoziltransferaza 9 je enzim koji je kod ljudi kodiran genom FUT9.
FUT9 je jedna od nekoliko alfa-3-fukoziltransferaza koje mogu katalizovati poslednji korak u biosintezi Luisovog antigena, dodavanje fukoze prekurzorskim polisaharidima. FUT9 sintetiše LeX oligosaharid (CD15), koji se izražava u pupoljcima organa koji napreduju u mezenhima tokom ljudske embriogeneze.

## Literatura
- Bonaldo MF, Lennon G, Soares MB (1997). „Normalization and subtraction: two approaches to facilitate gene discovery”. Genome Res. 6 (9): 791—806. PMID 8889548. doi:10.1101/gr.6.9.791 .
- Nishihara S, Iwasaki H, Kaneko M,  . (2000). „Alpha1,3-fucosyltransferase 9 (FUT9; Fuc-TIX) preferentially fucosylates the distal GlcNAc residue of polylactosamine chain while the other four alpha1,3FUT members preferentially fucosylate the inner GlcNAc residue”. FEBS Lett. 462 (3): 289—94. PMID 10622713. S2CID 37842289. doi:10.1016/S0014-5793(99)01549-5 .
- Cailleau-Thomas A, Coullin P, Candelier JJ,  . (2000). „FUT4 and FUT9 genes are expressed early in human embryogenesis”. Glycobiology. 10 (8): 789—802. PMID 10929005. doi:10.1093/glycob/10.8.789 .
- Nakayama F, Nishihara S, Iwasaki H,  . (2001). „CD15 expression in mature granulocytes is determined by alpha 1,3-fucosyltransferase IX, but in promyelocytes and monocytes by alpha 1,3-fucosyltransferase IV”. J. Biol. Chem. 276 (19): 16100—6. PMID 11278338. doi:10.1074/jbc.M007272200.
- Roos C, Kolmer M, Mattila P, Renkonen R (2002). „Composition of Drosophila melanogaster proteome involved in fucosylated glycan metabolism”. J. Biol. Chem. 277 (5): 3168—75. PMID 11698403. doi:10.1074/jbc.M107927200 .
- Toivonen S, Nishihara S, Narimatsu H,  . (2003). „Fuc-TIX: a versatile alpha1,3-fucosyltransferase with a distinct acceptor- and site-specificity profile”. Glycobiology. 12 (6): 361—8. PMID 12107078. doi:10.1093/glycob/12.6.361 .
- Li H, Kong Y, Yan B (2003). „[Regulation by ovarian hormones of alpha 1,3-fucosyltransferase gene (FUT9) expression in human endometrium]”. Sheng Wu Hua Xue Yu Sheng Wu Wu Li Xue Bao. 34 (6): 775—9. PMID 12417923.
- Strausberg RL, Feingold EA, Grouse LH,  . (2003). „Generation and initial analysis of more than 15,000 full-length human and mouse cDNA sequences”. Proc. Natl. Acad. Sci. U.S.A. 99 (26): 16899—903. Bibcode:2002PNAS...9916899M. PMC 139241 . PMID 12477932. doi:10.1073/pnas.242603899 .
- Nishihara S, Iwasaki H, Nakajima K,  . (2004). „Alpha1,3-fucosyltransferase IX (Fut9) determines Lewis X expression in brain”. Glycobiology. 13 (6): 445—55. PMID 12626397. doi:10.1093/glycob/cwg048.
- Mungall AJ, Palmer SA, Sims SK,  . (2003). „The DNA sequence and analysis of human chromosome 6”. Nature. 425 (6960): 805—11. Bibcode:2003Natur.425..805M. PMID 14574404. doi:10.1038/nature02055 .
- Gerhard DS, Wagner L, Feingold EA,  . (2004). „The status, quality, and expansion of the NIH full-length cDNA project: the Mammalian Gene Collection (MGC)”. Genome Res. 14 (10B): 2121—7. PMC 528928 . PMID 15489334. doi:10.1101/gr.2596504.
- Bogoevska V, Horst A, Klampe B,  . (2006). „CEACAM1, an adhesion molecule of human granulocytes, is fucosylated by fucosyltransferase IX and interacts with DC-SIGN of dendritic cells via Lewis x residues”. Glycobiology. 16 (3): 197—209. PMID 16282604. doi:10.1093/glycob/cwj057 .